# App Store (tvOS)
App Store (також Apple TV App Store або tvOS App Store) — платформа цифрового розповсюдження програм, розроблена та підтримувана Apple Inc., для операційної системи tvOS на цифровому медіаплеєрі Apple TV. Представлена 9 вересня 2015 року на події Apple September 2015 разом із новим медіаплеєром Apple TV 4-го покоління.

## Розвиток
tvOS постачається із абсолютно новими засобами розробки для розробників. tvOS додає підтримку абсолютно нового SDK для розробників для створення додатків для телевізора, включаючи всі API, включені в iOS 9, такі як Metal. Він також додає App Store, який дозволяє користувачам переглядати, завантажувати та встановлювати широкий спектр програм. Крім того, розробники тепер можуть використовувати власний інтерфейс всередині своєї програми, а не лише користуватися інтерфейсом Apple. Оскільки tvOS базується на iOS, легко перенести існуючі програми iOS на Apple TV за допомогою Xcode, виконуючи лише кілька вдосконалень програми, щоб краще відповідати більшому екрану. Apple надає Xcode безкоштовно всім зареєстрованим розробникам Apple. Щоб розробити для нового Apple TV, необхідно зробити паралаксне зображення для піктограми програми. Для цього Apple пропонує експортер Parallax та інструмент попереднього перегляду в засобах розробки для Apple TV.